# 軍使
軍使（ぐんし）は、互いに交戦敵対する軍隊の間で派遣される使者である。

## 概要
ハーグ陸戦条約によって保護を与えられている。
軍使は、その印として白旗を掲げ、通常は個人的な武器の携行を許される。
敵軍は、軍使のほか旗手やラッパ手などの随員に対して攻撃を加えてはならない。受け入れるなら安全を保障しなければならないが、受け入れを拒否することもできる。
軍使派遣の目的は、捕虜の交換、負傷者や死体の引渡し、様々な目的でなされる休戦、部隊または全軍の降伏などの交渉である。